# Kargıpınarı, Erdemli
Kargıpınarı là một xã thuộc huyện Erdemli, tỉnh Mersin, Thổ Nhĩ Kỳ. Dân số thời điểm năm 2011 là 11.981 người.